# Colin Smith (Ruderer)
Colin Smith (* 23. September 1983 in Harare) ist ein ehemaliger britischer Ruderer. Er war Weltmeisterschaftsdritter 2007 und Olympiazweiter 2008.

## Karriere
Der 1,85 m große Colin Smith erreichte bei den Junioren-Weltmeisterschaften 2001 den vierten Platz im Vierer mit Steuermann. 2002 nahm er im Zweier ohne Steuermann an den U23-Weltmeisterschaften teil und belegte den siebten Platz. Zwei Jahre später gewann er die Silbermedaille im Einer. 2005 belegte er den vierten Platz im Doppelzweier. 
Bei den Weltmeisterschaften 2005 in der Erwachsenenklasse trat er im Einer an und belegte den zwölften Platz. 2006 bildete er mit Tom James einen Zweier ohne Steuermann und belegte den sechsten Platz bei den Weltmeisterschaften in Eton. 2007 siegte er in der ersten Weltcup-Regatta zusammen mit Matt Langridge im Zweier. Bei der zweiten Regatta gewann er mit dem zweiten britischen Achter, während der eigentlich als Topboot nominierte Achter den dritten Platz belegte. Bei den Weltmeisterschaften in München traten Smith und Langridge im Zweier an und gewannen die Bronzemedaille hinter den Booten aus Australien und aus Neuseeland.
2008 belegte Smith in der ersten Weltcup-Regatta den achten Platz mit dem Achter. Es folgte der achte Platz mit dem Vierer und der Weltcupsieg mit dem Achter in der dritten Regatta. Bei den Olympischen Spielen 2008 in Peking bildeten Alex Partridge, Tom Stallard, Tom Lucy, Richard Egington, Josh West, Alastair Heathcote, Matt Langridge, Colin Smith und Steuermann Acer Nethercott den britischen Achter. Die Briten gewannen ihren Vorlauf und erkämpften im Finale die Silbermedaille hinter den Kanadiern und vor dem Achter aus den Vereinigten Staaten.
Colin Smith startete dreimal für die University of Oxford beim Boat Race. 2004 verlor Oxford, 2006 und 2009 gehörte Smith zur siegreichen Crew.